# Cacicus uropygialis
Cacicus uropygialis е вид птица от семейство Трупиалови.

## Разпространение
Видът е разпространен в Боливия, Венецуела, Еквадор, Колумбия, Коста Рика, Никарагуа, Панама и Перу.